# Хотівське городище
Хотівське городи́ще — городище скіфського часу (кінець VII—VI/V століття до нашої ери), розташоване на високому плато у приміському селі Хотів Києво-Святошинського району Київської області. Межує з місцевістю Феофанія, що в Голосіївському районі Києва.
Хотівське городище є найпівнічнішим відомим городищем скіфського часу. Має статус пам'ятки археології України національного (спочатку республіканського) значення з 1965 року. 2001 та 2009 року цей статус був підтверджений новими постановами. Як об'єкт культурної спадщини, городище внесено до Державного реєстру нерухомих пам'яток України. 2007 року площа пам'ятки була урізана втричі, а 2009 на одній із виведених з-під охорони ділянок почалося будівництво палацу мільярдера Юрія Косюка, яке знищило північну частину городища.. Пізніше розпочалися роботи (засипання зон ерозії) вздовж південної ділянки валу, теж запланованої до забудови. В 2010—2012 роках було знищено два з трьох давніх в'їздів. Зараз проходить підготовка до музеєфікації цього археологічного об'єкта
2016 року Інститутом археології НАНУ було здійснено комплексні дослідження городища і його околиць, надано науковий висновок щодо ділянки історико-культурного призначення, де рекомендовано розширити її з 15 до 20 га і провести відповідні дослідження на східній ділянці, що віддана у 2007 р. у приватну власність із цільовим призначенням під забудову. Крім того Інститутом підготована облікова документація нового зразка.

## Загальна характеристика

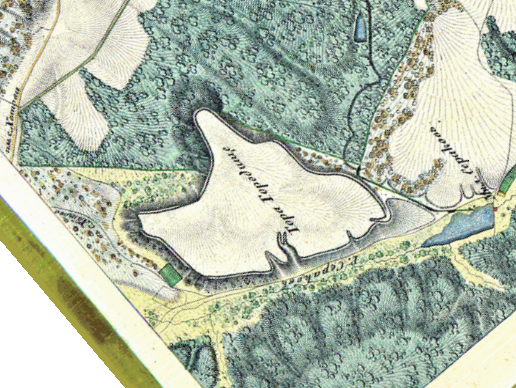
Хотівське городище («Гора Городище») на карті Головного штабу царської армії. 1842 рік.

Хотівське городище займає високе плато, що майже з усіх боків оточене долинами струмків. Уздовж його південного краю тече струмок Віта, вздовж північно-східного — струмок Стратівка, що витікає з Феофанії, а вздовж північно-західного — нині висохлий безіменний струмок (останні два поряд із городищем впадають у струмок Віта). Лише північний виступ плато сполучається з сусідніми пагорбами.
Плато сягає висоти 168 м над рівнем моря і нахилене на південний схід. Його розмір зі сходу на захід — 960 м, а з півночі на південь — 700 м. Площа плато становить близька 31 га. Вздовж краю цієї території був споруджений вал, а зовні від нього — і інші укріплення. Повна первісна площа городища з усіма укріпленнями точно не відома. Згідно з малюнком Володимира Антоновича 1870-х років, вона могла бути приблизно вдвічі більша за площу плато. Площа «Археологічного заповідника Хотівське городище в межах укріплень скіфського часу» за документами 1979 і 2002 років, де він включає плато з більшою частиною схилів (у тому числі збережені на той час укріплення) становить близько 48 га.
Північно-західний і північно-східний краї плато високі та круті. Південний край більш низький, частково зруйнований ерозією та господарською діяльністю і подекуди забудований. Під ним проходить щільно забудована вулиця Пирогівська. Північна частина городища (крім самого кінця північного виступу) 2009—2010 року була знищена будівництвом маєтку з палацом.
Культурний шар у городища один і наявний не на всій площі. Найкраще він виражений уздовж північного та західного краю, де було найбільше будівель. Його потужність (поза межами решток споруд) — близько 0,25 м. Біля валів вона більша, ніж усередині. Цей шар складений чорноземом, що лежить на суглинку. Верхні 25-30 або навіть 40 см ґрунту протягом багатьох років розорювалися, і знахідки звідти представлені лише нечисленними дрібними уламками. Під культурним шаром лежить материковий лес.
Хотівське городище входить у названу за його ім'ям Хотівську локальну групу — комплекс пам'яток скіфської епохи, розташованих на Правобережжі Дніпра між річками Ірпінь та Рось. Ця група є найпівнічнішим представником Києво-Черкаського локального варіанта таких пам'яток.

Загальний вигляд городища з півдня

## Укріплення

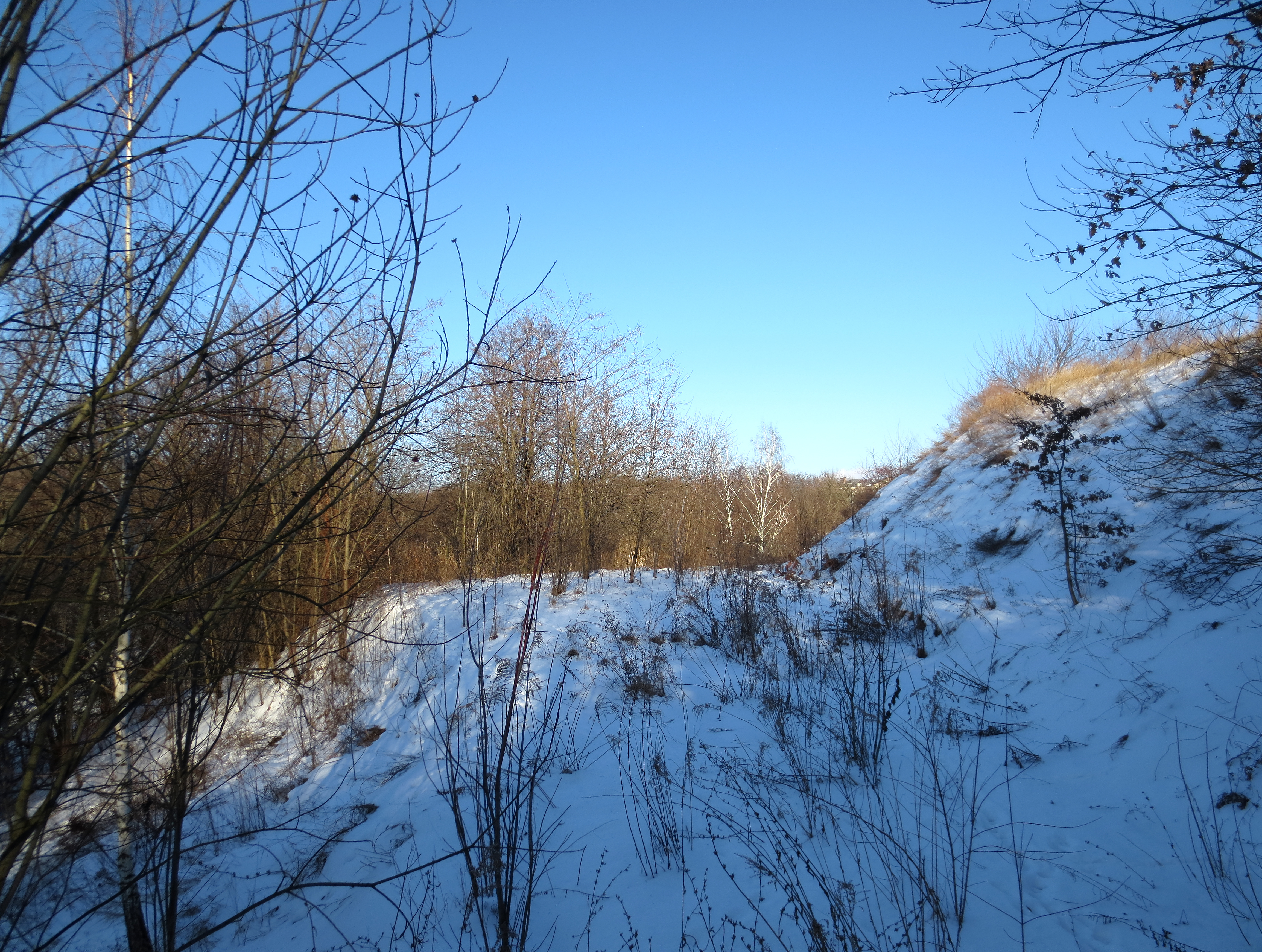
Ескарп та тераса на західному схилі городища

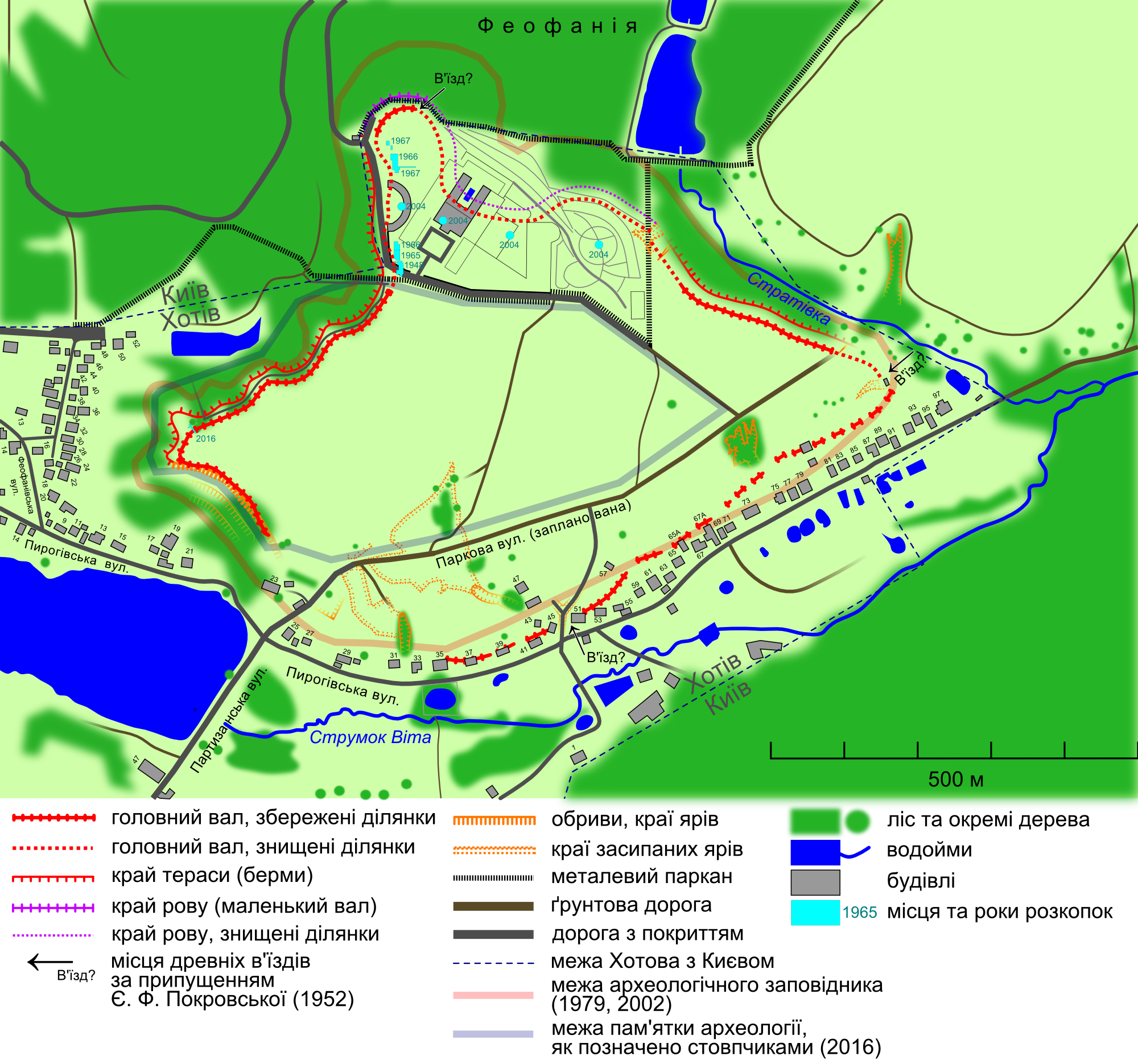
Карта городища. Показано збережені донині, а також знищені в 21 столітті укріплення. Початково вал проходив по всьому краю плато, а у підніжжя пагорба був широкий рів зі ще одним валом (у південно-західного краю городища їхні рештки було видно ще принаймні 1970 року). Гіпотетичне розташування давніх в'їздів показане за Є. Ф. Покровською (1952). Розташування решток валу на південному краї показане приблизно (ця ділянка пошкоджена, менш доступна, і між джерелами є значні розбіжності).

Вздовж краю плато проходить земляний вал, що в давнину оточував його цілком. Він зберігся уздовж більшої частини східного та західного країв, на кінці північного мису та на деяких ділянках південного краю. В давнину на валу міг бути частокіл, а при в'їздах — дерев'яні бойові башти. Під валом був влаштований на одних ділянках ескарп, а на інших - рів.
На найвищих схилах пагорба — північно-східному та північно-західному — укріплення городища представлені ескарпом. Це крутий схил висотою кілька метрів, що вгорі переходить у схил валу. Під ескарпом розташована тераса (берма) шириною до 6-10 м, а під нею — природний схил. Ескарпований схил здебільшого зберігся досі. Під нижчими схилами, що не захищені природними ярами — південним, північним і північною частиною північно-східного — берму змінював рів, перед яким був насипаний невеликий вал. Такі укріплення збереглися на кінці північного мису.
Точна кількість древніх в'їздів на городище невідома. Л. І. Похилевич (1864, 1887) та Л. П. Добровольський (1927) пишуть про 2 в'їзди, не вказуючи місця їхнього розташування. В. Б. Антонович 1873 року нарахував 6 в'їздів. Стільки ж нараховувала 1948 року Є. Ф. Покровська, але, на її думку, древніми могли бути лише 2-3 з них (на північному та східному виступах, а також на південному краю городища). Південний в'їзд вже в часи Покровської був забудований хатами, а два інших лишалися неушкодженими до 2010—2012 років, коли були знищені.

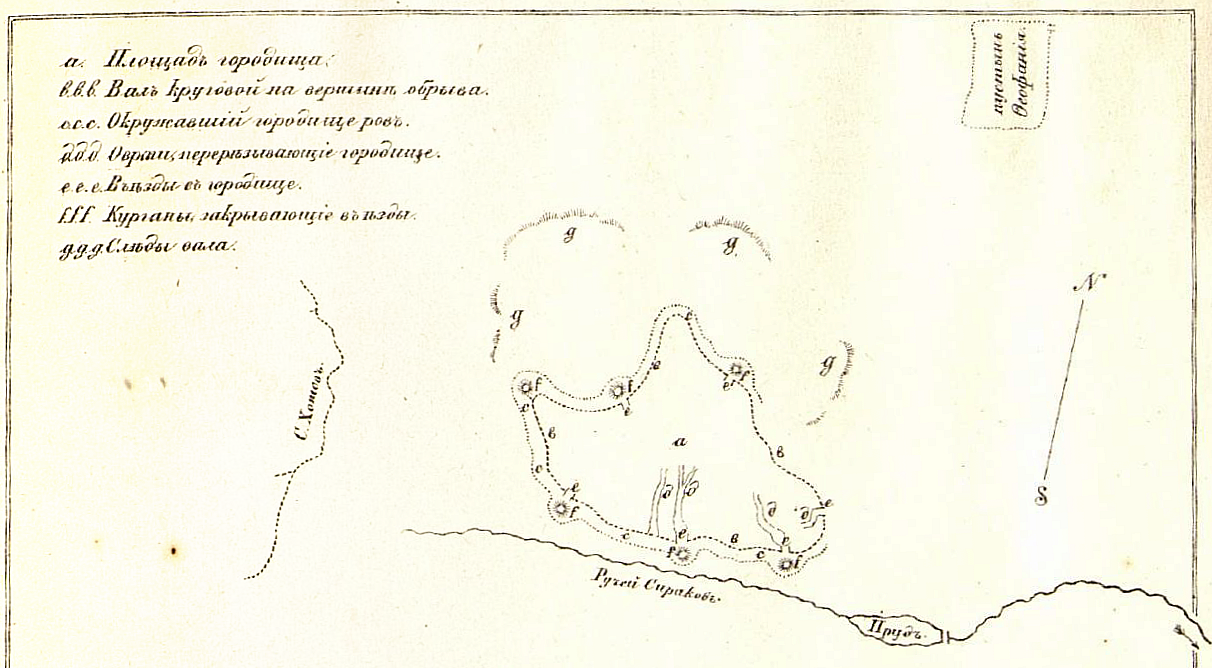
Хотівське городище. Карта В. Б. Антоновича. 1870-ті роки.

На думку Антоновича, перед кожним в'їздом стояв «курган», що маскував прохід у валу. Ще один «курган» такої ж висоти, як городище, знаходився супроти його західного виступу, де, за Антоновичем, в'їзду не було (за результатами розкопок 2016 року — був). Однак Л. П. Добровольський відзначає відсутність слідів подібних об'єктів, а Є. Ф. Покровська повідомляє лише про «округлі горби» біля виступів краю городища.
В. Б. Антонович описав і інший об'єкт, не виявлений наступними дослідниками: невисокий вал, що проходив північніше городища на відстані 200—400 м (див. карту). За його версією, цей вал міг захищати поселення, дитинцем якого було городище. Деякий вал, що, за переказом, служив передовим захистом городища («замку князя Сіряка»), згадував і Л. І. Похилевич. Згідно з Похилевичем, цей вал проходив із північного та західного боку Хотова (західний вал, що йшов із півночі на південь, описаний і іншими авторами, а північний, за Л. П. Добровольским, не ідентифіковано; можливо, це помилка). Також Л. П. Добровольський відзначив поряд із городищем, з іншого боку Стратівки, рештки могильника.

## Історія досліджень

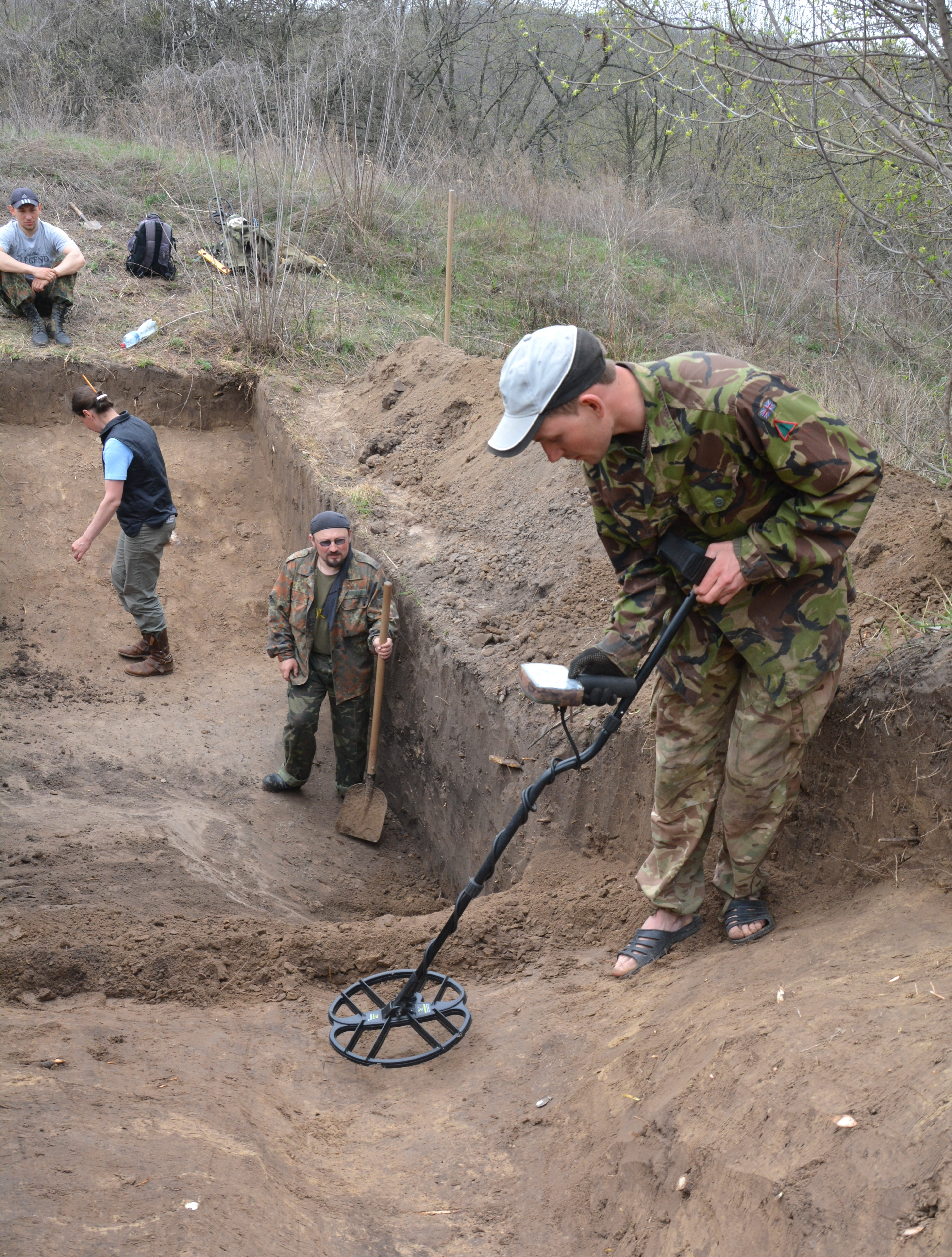
Розкопки Інкерманської експедиції Інституту археології НАНУ на західній ділянці валу городища (квітень 2016)

Хотівське городище згадував ще 1848 року київський губернатор І. І. Фундуклей у праці «Обозрение могил, валов и городищ Киевской губернии». Однак Фундуклей торкнувся його лише побіжно і повідомив, що там, за переказом, стояло якесь місто.
У 1864 і 1887 роках про городище писав історик і краєзнавець Л. І. Похилевич. Згідно легенди, записаної ним від хотівських мешканців, у давні часи це було місто з замком, що належав якомусь князю Сіряку. Місцевість поблизу городища й зараз називають «Сіряків» або «Серякове».
1873 року київський історик В. Б. Антонович у доповіді Історичному товариству імені Нестора-Літописця висловив думку, що Хотівське («Сіракове») городище — це давньоруське місто-фортеця Звенигород, згаданий у Іпатіївському літописі. На цю думку Антоновича, який займався пошуком Звенигорода, наштовхнув генерал М. І. Драгомиров, який брав участь у військово-картографічних роботах. На користь цієї гіпотези свідчили географічне розташування городища та його явна древність (за обрисами валу Антонович зробив висновок, що він був зведений до появи вогнепальної зброї). Археологічні дослідження XX століття не підтвердили гіпотезу Антоновича, але його робота цінна першим описом і схемою городища (які, втім, згодом піддавалися критиці).
1917 року під час ботанічної екскурсії на городищі знайшли бронзову коринфську монету V ст. до н. е., а 1918 в ході іншої екскурсії — фрагменти скіфського посуду з орнаментом. Того ж року там були знайдені предмети слов'янського побуту VIII—X століть н. е..
Перше серйозне археологічне дослідження городища відбулося 1948 року, після попередніх розвідок 1947 року. Його виконали співробітники Інституту археології АН УРСР на чолі з Є. Ф. Покровською у рамках експедиції «Великий Київ». Вони розкопали 156 кв.м. на північному заході городища та виконали шурфування у його західній та північній частині. Також було досліджено зсув ґрунту на південно-західному схилі, що стався 1939 року і в якому місцеві жителі знаходили черепки посудин, кістки тварин та обпалене дерево. Матеріали дослідження вказали на скіфську приналежність пам'ятки. Час існування поселення було визначено як VI—V (можливо, й IV—III) ст. до н. е..
Більш масштабні розкопки городища здійснили археологи Скіфської експедиції Інституту археології АН УРСР на чолі з Є. О. Петровською у 1965—1967 рр. Було розкопано ділянки на півночі городища: 368 кв.м. у 1965—1966 роках та приблизно 140 кв.м. у 1967 році.
Навесні 2004 року Архітектурно-археологічна експедиція Інституту археології НАНУ здійснила мікромагнітну зйомку північного мису, західного краю та деяких інших ділянок городища загальною площею 6,75 га. За мікроаномаліями магнітного поля було виявлено рештки будівель, господарських ям тощо. В місцях виявлених аномалій археологи провели розкопки. 2009 року без відповідної дозвільної документації і відкритого листа за невідомим договором із невідомим садівничо-огородницьким кооперативом окремими особами із співробітників НАНУ і КНУ ім. Шевченка було проведено додаткову магнітну зйомку городища під його забудову. Це єдине городище скіфського часу, для якого ця зйомка існує в таких масштабах.
2016 року Інкерманська експедиція Інституту археології НАНУ (керівник - Е.А.Кравченко) провела на городищі і в його околицях комплексні системні дослідження. Було створено новітній топографічний план пам'ятки, проведено обстеження поверхні городища візуально і за допомогою металлодетектора, проведено шурфування усієї збереженої площі, а також досліджено західну частину оборонних споруд, де на мисі було відкрито один із давніх в"їздів. Після аналізу матеріалу як новітніх робіт, так і попередніх досліджень, увесь археологічний матеріал було узагальнено, результати викладено у друкованому виданні

## Знахідки

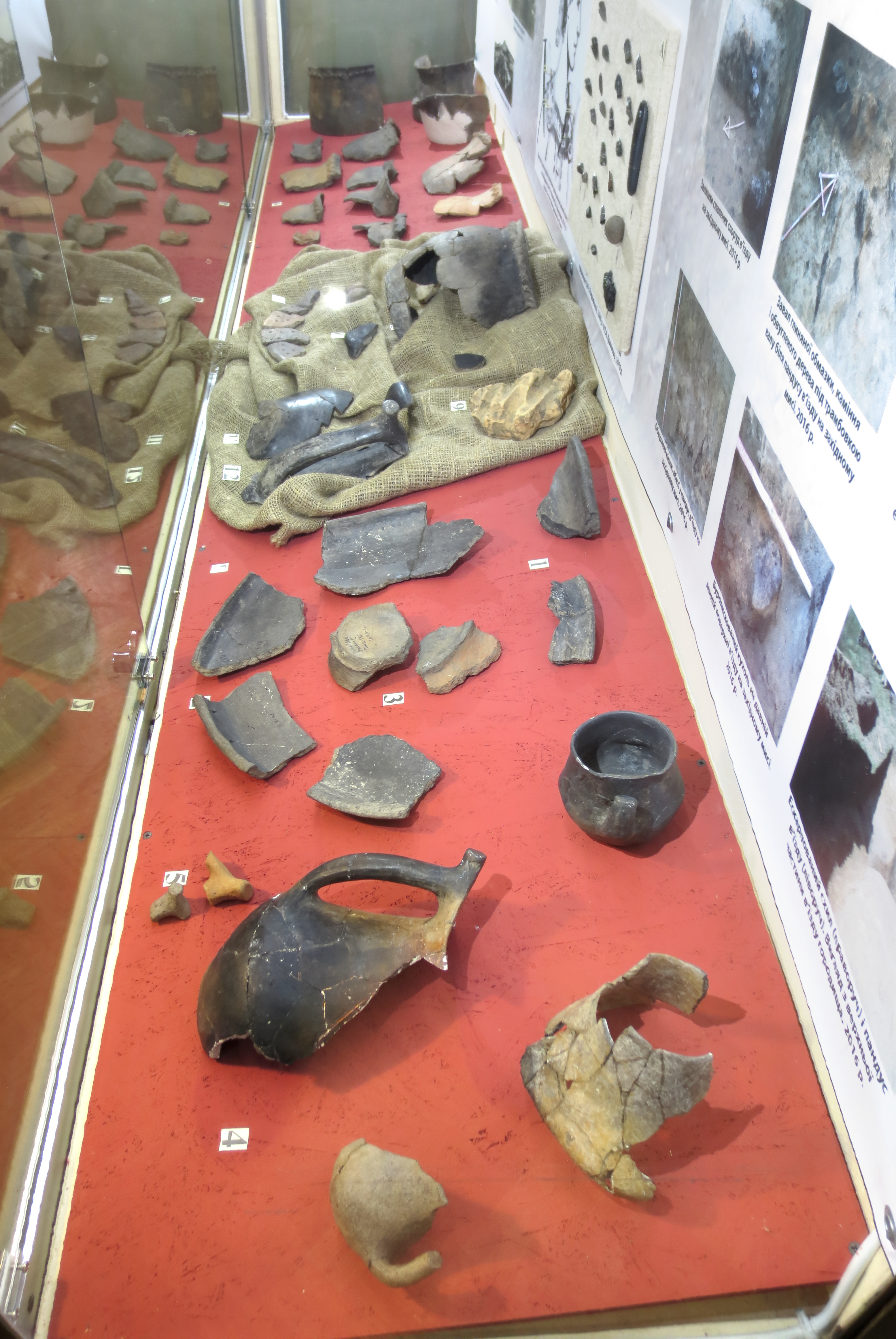
Кераміка на виставці "Хотівське городище: влаштування й інфраструктура" у Археологічномумузеї Інституту археології НАНУ з розкопок Е.Ф.Покровської, Е.О.Петровської, Е.А.Кравченко.

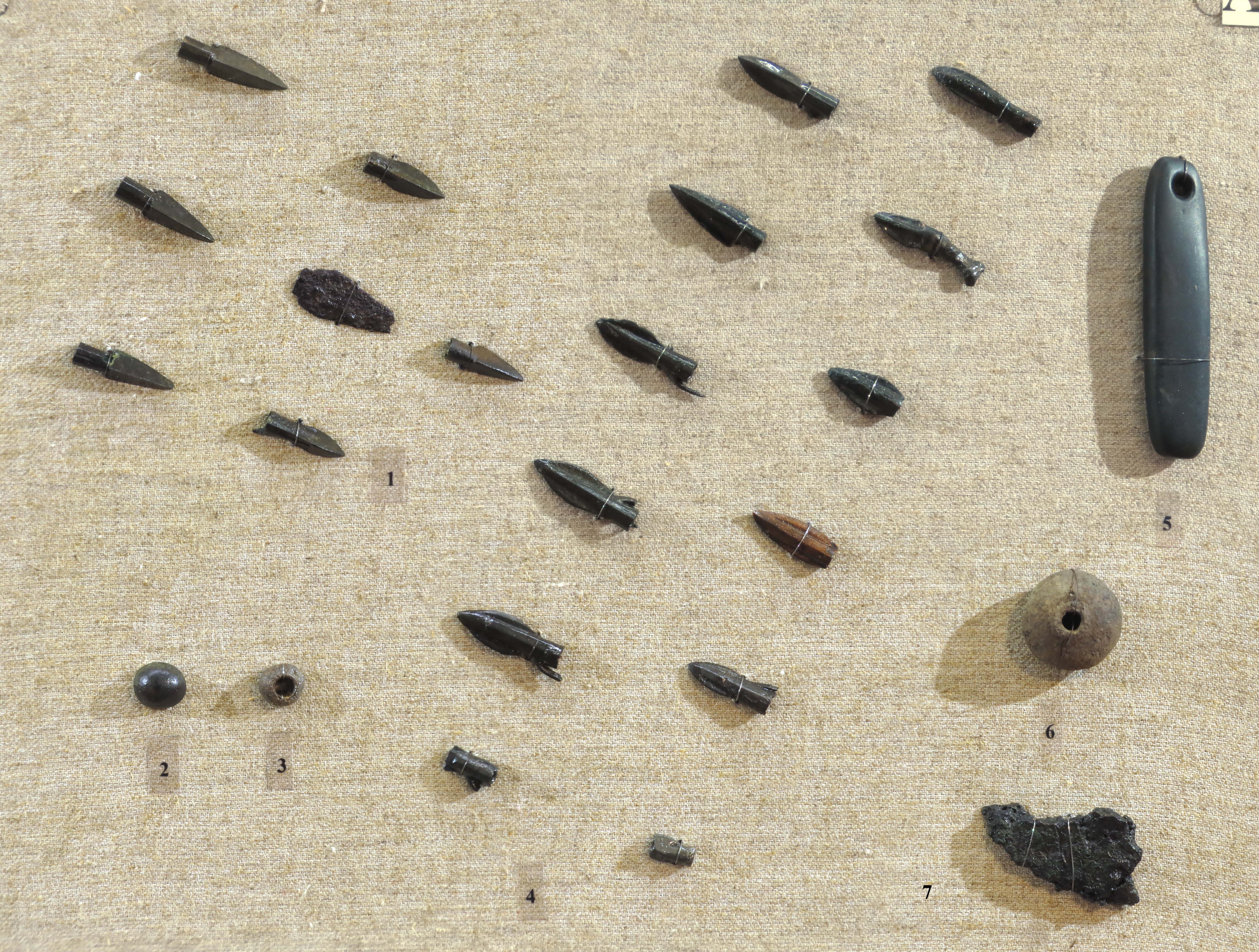
Бронзові та залізні вістря стріл, свинцева намистина, кам'яне точило, керамічне прясельце та інше. на виставці "Хотівське городище: влаштування й інфраструктура" з розкопок Е.А.Кравченко, Е.Ф.Покровської.

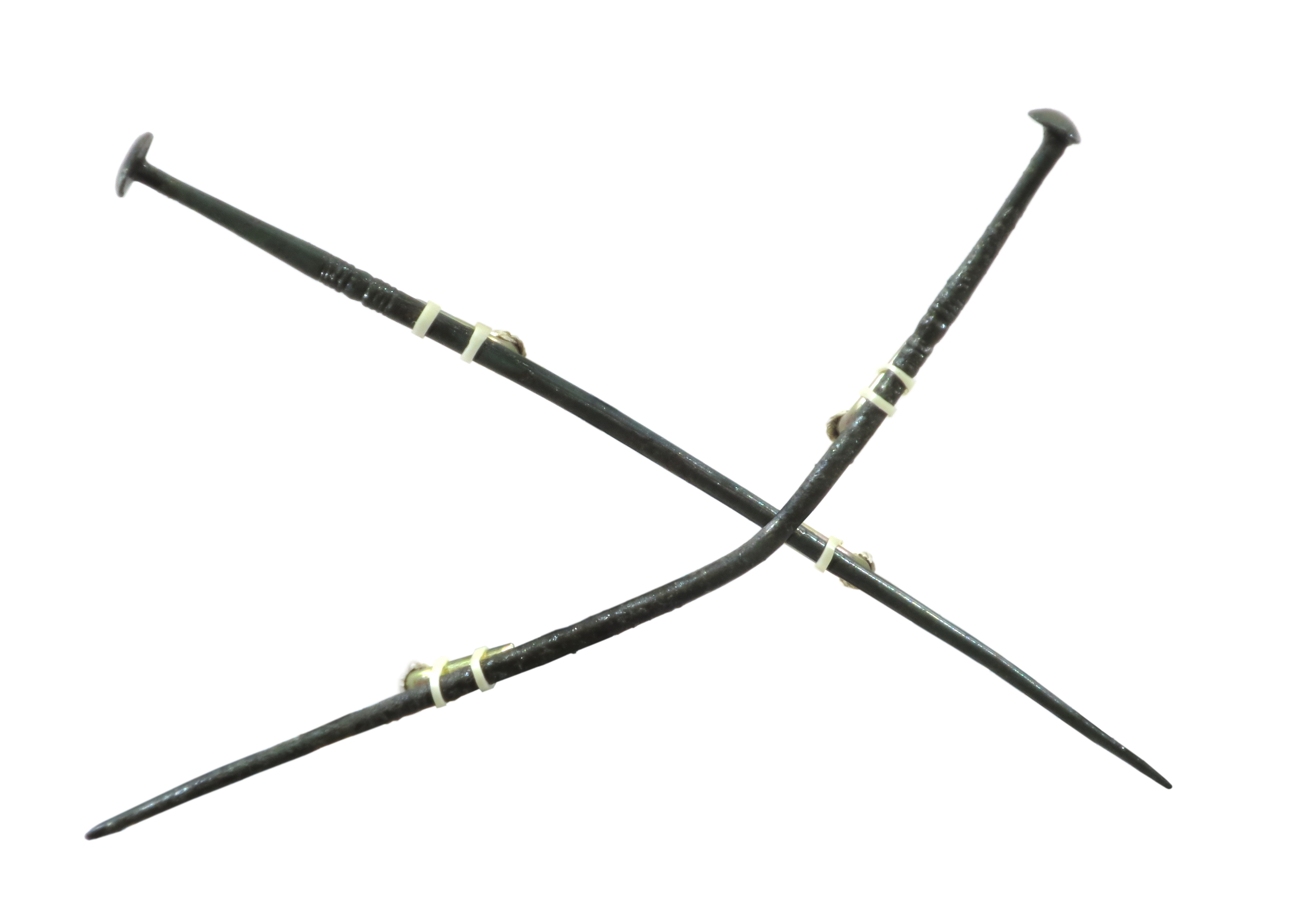
Бронзові цвяхоподібні шпильки з виставки "Хотівське городище: влаштування й інфраструктура" з розкопок Е.А.Кравченко.

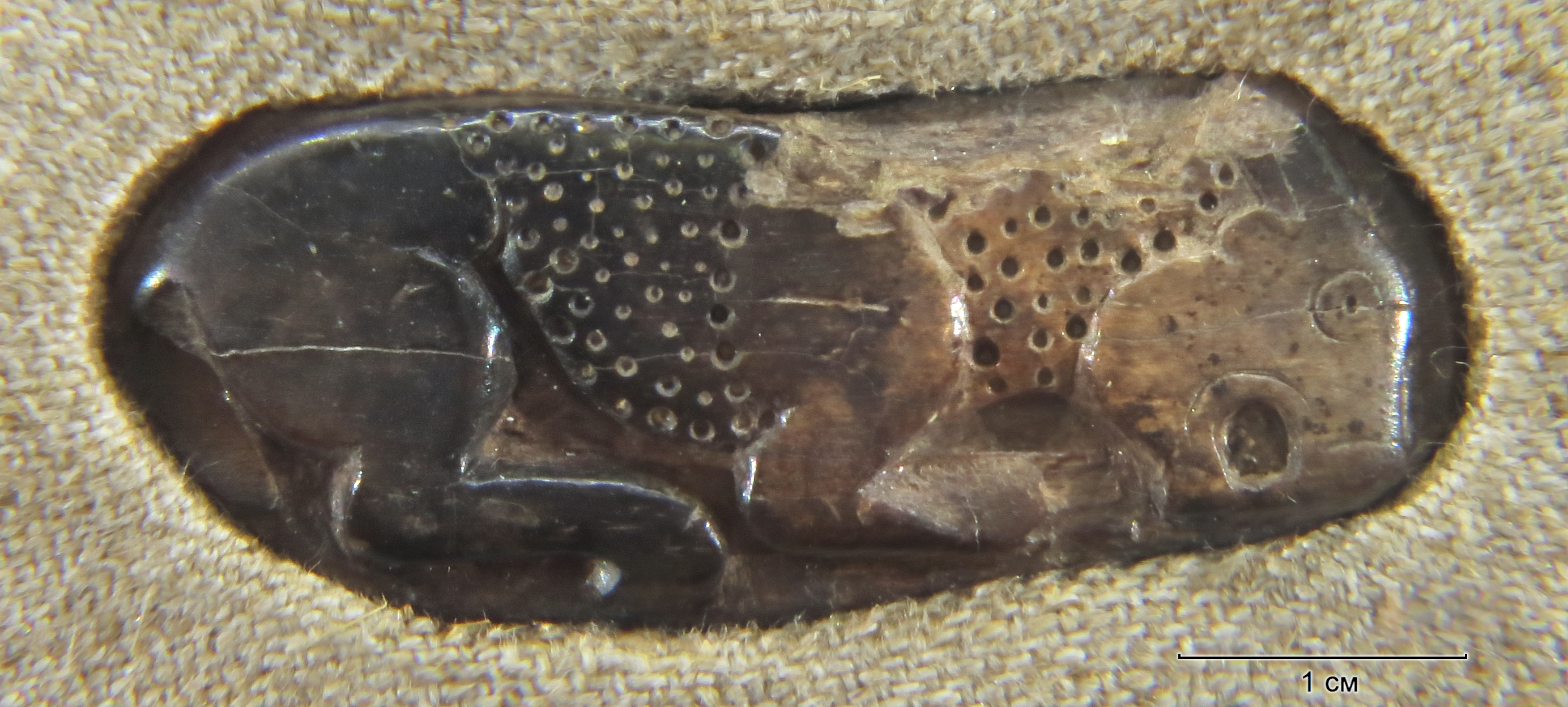
Фігурка хижака на кістяній пластинці з виставки "Хотівське городище: влаштування й інфраструктура" з розкопок Е.О.Петровської.

На Хотівському городищі, як і на інших городищах скіфських часів, не було суцільної забудови. Залишки будівель виявлені лише поблизу внутрішнього боку валу. Це землянки або напівземлянки та наземні споруди зі стінами з прутів, обмазаних глиною. Від них залишилися завали глиняної обмазки товщиною в десятки сантиметрів. На північному заході городища розкопано завали площею в 14×3, 20×6, 21×4 м, рештки землянки розміром 5,4×4,66 м, що прилягала до валу, та три ями господарського призначення шириною близько 2 м. На півночі городища знайдено завал обмазки розміром 2,8×2,3 м, а на північному сході — завал із двох частин розміром до 6 м, пов'язана з ним яма і, можливо, рештки ще одного об'єкта. Мікромагнітна зйомка показала, що на заході городища залишаються й недосліджені археологічні об'єкти, ймовірно, теж рештки глинобитних споруд. Знайдено й завали обмазки в обривах на півдні городища. Загальна кількість будівель навряд чи перевищувала 20. Принаймні деякі з них загинули в вогні.
У завалах споруд трапляються залишки печей, що складаються з добре випаленої глини, та багато каменів зі слідами вогню. В одній землянці під рештками печі знайдено кістяк дитини 6-7 років. На західному краї північного мису виявлено овал розміром 1x1,5 м, щільно вимощений камінням (60-65 каменів розміром від 7 до 32 см). На ньому є сліди вогню, але постійного впливу високих температур він не зазнавав..
Розкопки валу на західному мисі городища, здійснені 2016 року, відкрили рештки оборонних конструкцій, споруджених раніше за вал — обвуглені колоди, що колись були вертикально вкопані в землю, та багато фрагментів глини різного ступеня обпалу. Було знайдено рештки містка-переїзду через вал.
На городищі знайдено кухонну та столову кераміку — як місцеву, так і грецьку. Серед неї — ліплені прямостінні банки та горщики з опуклими боками і прямими або відігнутими назовні вінцями, іноді орнаментовані під вінцями валиком із ямками або отворами; миски з загнутою всередину верхньою частиною, корчаги, лощені грушоподібні черпаки чорного та бурого забарвлення з виступом угорі ручки, орнаментовані глиняні кришки та інше. Горщики з валиком або отворами притаманні північній, а черпаки зі своєрідною ручкою — всій Скіфії. Знайдено уламки кам'яного блюда. Фрагменти розфарбованих амфор та чорнолакового кіліка (грецького гончарного посуду) свідчать про зв'язки з давньогрецькими містами-державами Північного Причорномор'я. Серед амфор є хіоські, лесбоські, клазоменські та самоські.
Серед інших керамічних знахідок — прясельця різних форм, грузильце, а також «хлібці» та кульки, що могли бути вотивними предметами. Знайдено намистину зі свинцю, намистину з жовтого скла («пасти»), пращові камені, кам'яний полірувальний брусок з отвором, кістяне руків'я якогось знаряддя, фрагмент кам'яної сокири чи молота та інше.
Бронзові вироби включають кільце-змійку, шпильки, цвяхоподібні шпильки та вістря стріл ранніх типів і різноманітної форми — як дво-, так і трилопатеві, як із шипом на втулці, так і без нього. Серед залізних виробів — ножі, шила, шпилька та окремі вістря стріл.
Найцікавішою є знахідка кістяної пластинки, на залощеній поверхні якої вирізано фігурку пантери чи барса з підібраними лапами у скіфському звіриному стилі. Розмір пластинки — 4,7x1,8 см, це могла бути частина руків'я дзеркала, ложки або іншого предмета. Вона була знайдена 1965 року в заповненні землянки на глибині 1,5 м (на місці, де зараз розташований південно-західний кут території палацу). Судячи з супутньої кераміки та вістер стріл, знахідка належить до кінця VI ст. до н. е. На території Скифії знайдено ще тільки одне зображення хижака в такій позі на кістяному предметі (хоча на металевих вони трапляються частіше).
Знайдені кістки тварин свідчать, що в домашньому стаді переважали коні. Розводили також велику та дрібну рогату худобу і свиней, тримали собак (у 1940-х і 1960-х роках на північному заході городища знайдено кістки 44 коней, 33 свиней, 29 особин великої, 25 — дрібної рогатої худоби та 8 собак). Значне переважання коня відрізняє Хотівське городище від інших городищ Лісостепу, де домінувала рогата худоба (Правобережжя) або свині (Лівобережжя). Можливо, частина цих коней належала нападникам. Однак 2004 року на північному сході городища було знайдено скупчення кісток, де переважали щелепи свиней та дрібної рогатої худоби. Мешканці городища полювали на кабанів, оленей, лосів, ведмедів та бобрів. Рідше трапляються кістки турів та зайців. Є одиничні кістки черепах, гусей, качок, ворон, чирків, лисиць та людей.
Поблизу Хотівського городища є рештки принаймні трьох менших давніх поселень: двох, розташованих на північний схід, і невеликого городища з валом, розташованого на протилежному березі струмка Віта.
Матеріали розкопок зберігаються в Інституті археології НАН України (колекції 78 (1947—1948) і 588 (1965—1967)). Частина другої виставлена в Археологічному музеї інституту та в Музеї історії Києва. Коринфська монета і фрагменти скіфського посуду, знайдені в 1917 і 1918 роках, були передані в музей, що нині носить назву Національний музей історії України. З 2 березня до 6 вересня 2017 в Археологічному музеї відбувається виставка за підсумками робіт на городищі в 2016 році, що включає й попередні знахідки.

## Інтерпретація знахідок
Розкопки городища показали, що воно належить до ранньоскіфського часу, до ранньої залізної доби. Збудував його, ймовірно, народ, який Геродот називав скіфами-орачами. Вони не були власне скіфами (за однією з версій, це були праслов'яни), але перебували під їхньою владою і частково сприйняли їхню культуру. Припускають, що тут проходила північна межа розселення цих племен.
Мешканці городища були осілими й займалися землеробством та скотарством, особливо конярством. Значну роль відігравало мисливство. Торгові зв'язки з давньогрецькими містами північного Причорномор'я, судячи з відносно невеликої кількості давньогрецької кераміки, були слабшими, ніж на інших городищах лісостепового Правобережжя. Це наслідок більшої віддаленості від цих міст.
За Є. Ф. Покровською (1952), кераміка та одне вістря стріли свідчать про існування поселення в 6-5 століттях до н. е., а окремі фрагменти посуду — і в 4-3 ст. до н. е.. Кінцем 6-го — 5-м століттям до н. е. датувала городище і Є. О. Петровська в 1970 році на основі всіх наявних знахідок, насамперед грецької кераміки та вістер стрел. Аналогічно, в монографії Є. В. Максимова та Є. О. Петровської (2008) знайдені вістря датовані кінцем 6 — початком 5 ст. до н. е. Згідно М. М. Дараган зі співавторами (2005, 2007), грецька кераміка з городища належить до першої — третьої чверті 6 ст. до н. е., і цими ж рамками обмежене існування поселення. Згідно Е. А. Кравченко (2016), городище могло існувати вже станом на кінець 7 ст. до н. е., в цей час зазнало штурму, але пережило його і продовжувало існування принаймні до кінця 6 ст. до н. е.
Є. Ф. Покровська та Є. О. Петровська вважали знайдені будівлі житлом, а Е. А. Кравченко — майстернями та господарськими приміщеннями. За її уявленнями, житлових будівель на Хотівському городищі не існувало, а його призначенням був захист людей, майна та священного місця. За висновками М. М. Дараган зі співавторами, всі споруди городища були житловими або господарськими. Решток виробничих комплексів там не знайдено.
Незабудована центральна частина території могла використовуватися для посівів або вигону худоби. За припущенням М. І. Артамонова, подібні вільні площі скіфських городищ слугували для утримання худоби під час війн.
Раніше вважалося, що мешканці городища ховали померлих, найімовірніше, в Пирогівському безкурганному могильнику за 2 км від городища., проте зараз зрозуміло, що ці пам'ятки не синхронні, хоч там трапляються такі ж, як на городищі, знахідки, але вони мають широку хронологію. Є й дані про наявність могильника набагато ближче — на іншому боці Стратівки., проте розвідками це не підтвердилося.  Якщо вірним є припущення про не житлове призначення городища, ймовірно, що пов'язаного з цією пам'яткою могильника немає. Його треба шукати біля поселень долини річки Віта.[джерело?]

## Після скіфів
Хотівське городище під назвою «селище Сіряків» («селище» тут — колишнє село) згадується в джерелах із 1465 року, коли київський князь Семен Олелькович подарував його князю Юрію Борисовичу. Після цього селище змінило ще кількох власників. У 1588 році князь Матвій Воронецький передав його Києво-Печерській лаврі, у власності якої воно залишалося майже 200 років. 1786 року в ході секуляризаційної реформи Катерини II городище перейшло в користування мешканців Хотова. Ліс, що ріс на ньому в давнину, знищили, і землю вкрили поля й городи.
Понад 200 років на території Хотівського городища місцеві мешканці, не завдаючи шкоди укріпленням, але руйнуючи культурний шар, вирощували сільськогосподарські культури. В радянські часи на городищі були поля колгоспу (згодом радгоспу) «Хотівський». Там вирощували виноград, а пізніше — полуницю й помідори. У роки незалежності України тут став господарювати ТОВ «Агрокомбінат „Хотівський“».
1939 року південно-західний край пагорба був пошкоджений великим зсувом, а в кінці 1960-х — будівництвом дамби нижнього ставка на струмку Віті. В ході забудови Пирогівської вулиці південний край городища, схильний до ерозії, став руйнуватися ще й господарською діяльністю. Західною частиною плато пролягла підземна труба для поливу. Вона, як і численні уламки снарядів та воронки часів Другої світової війни, стала значною перешкодою для дослідження городища мікромагнітною зйомкою.

## Охорона та забудова

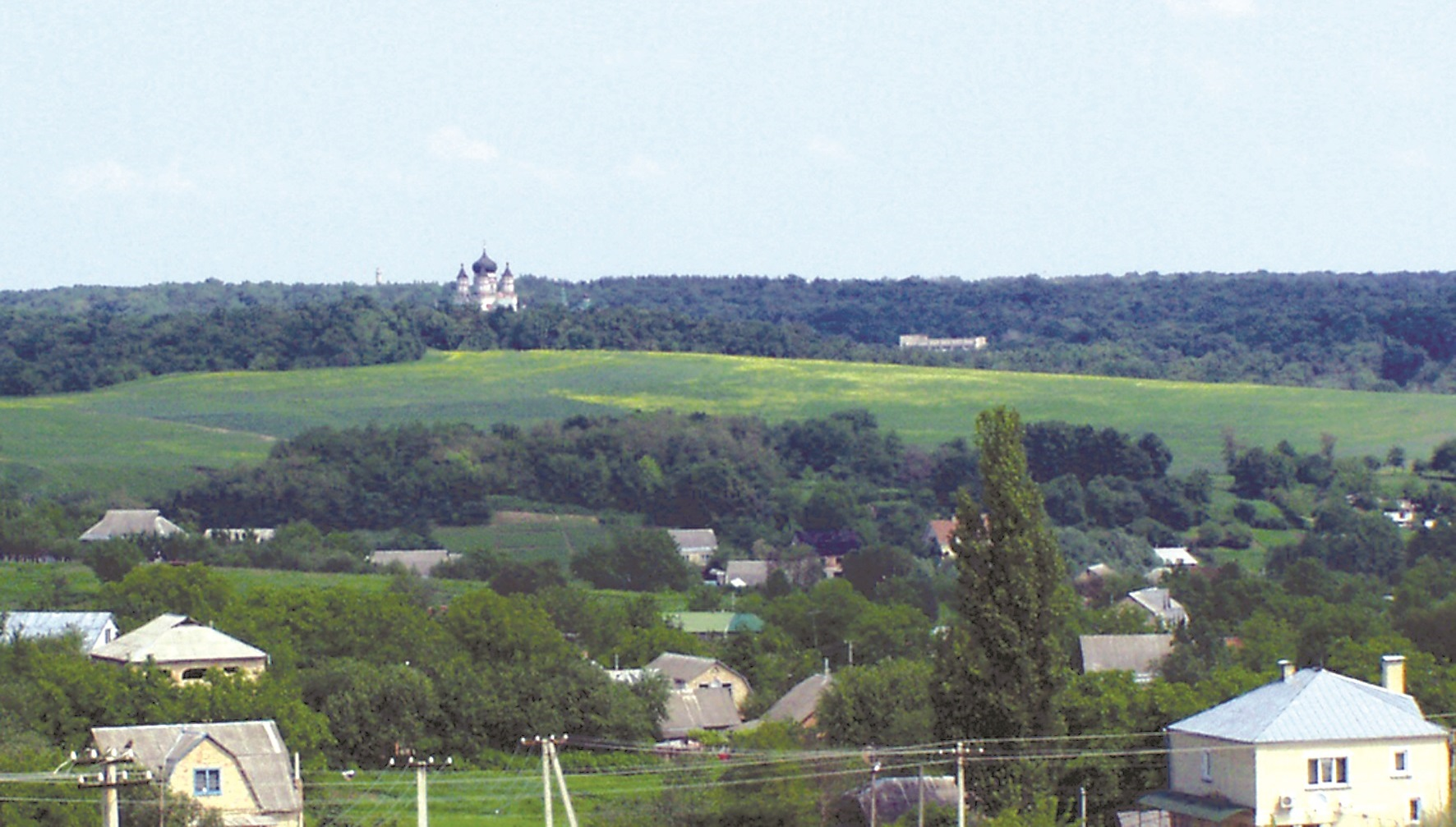
Вид з Хотова на ще не забудоване Хотівське городище та Свято-Пантелеймонівський собор у Феофанії (фото 2008 р.)

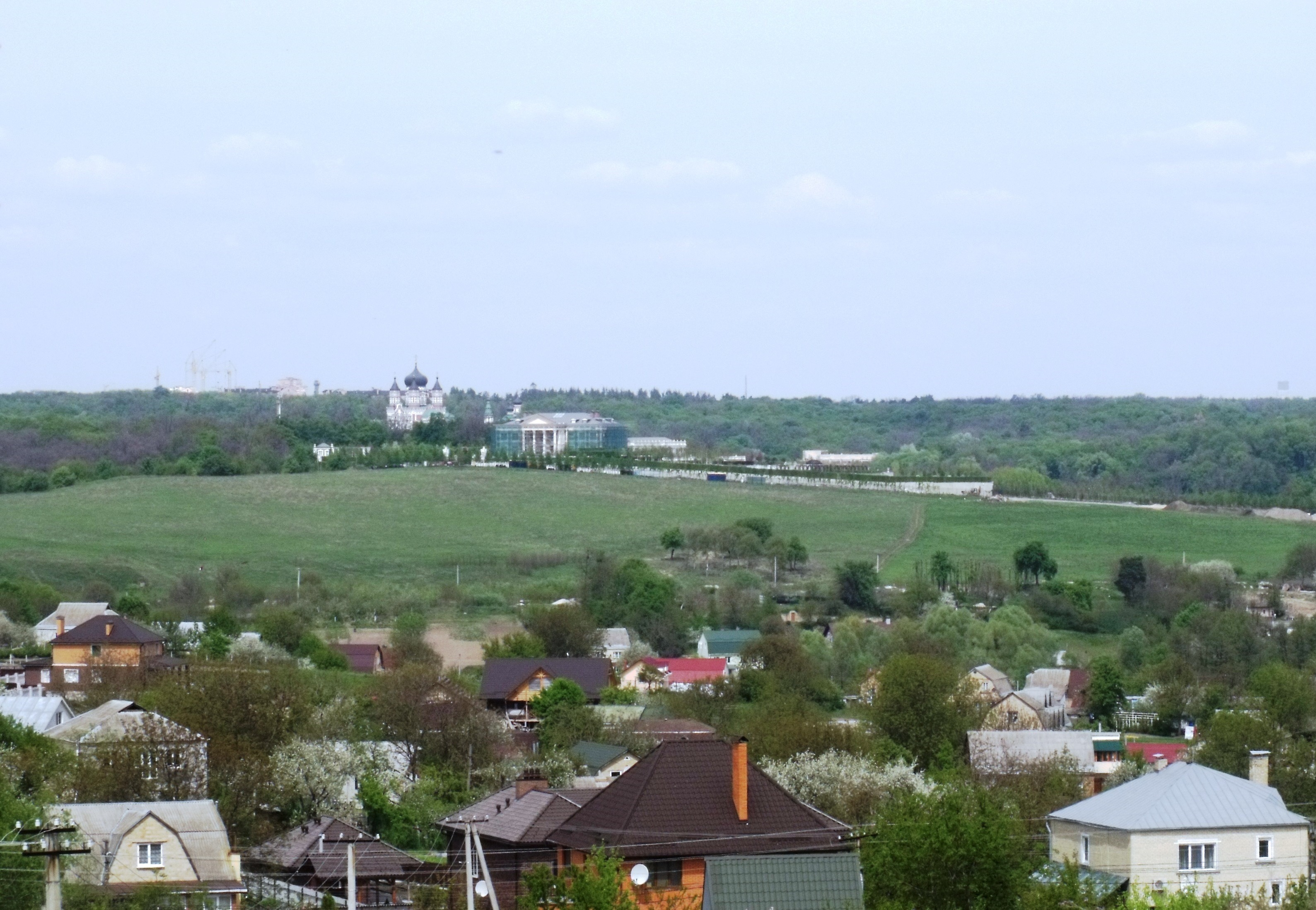
Те саме місце в 2016 році. Городище забудовується

1965 року Хотівське городище отримало статус пам'ятки археології республіканського значення і потрапило під охорону держави (постанова Ради Міністрів Української РСР № 711 від 21 липня 1965 р.). 1979 року воно було оголошено одним з 8 археологічних заповідників Києва (рішення виконкому Київської міської ради № 920 від 16 липня 1979). 2001 року воно було внесено в Державний реєстр нерухомих пам'яток України як пам'ятка археології національного значення (постанова Кабінету Міністрів України № 1761 від 27 грудня 2001 р.). 2009 року цей статус було підтверджено новою постановою Кабміну (№ 928 від 3 вересня 2009 р.). Однак не пройшло й місяця, як на городищі почалося будівництво палацу.
Межі Археологічного заповідника «Хотівське городище в межах укріплень скіфського часу» в 1979 році були уточнені Київською міськрадою і в 2002 році — підтверджені Київською міською державною адміністрацією. Під охорону було взято плато зі збереженими на той час укріпленнями та прилеглими схилами загальною площею близько 48 га.
2007 року Науково-дослідний інститут пам'яткоохоронних досліджень Міністерства культури України розробив план-схему пам'ятки археології, де вона була урізана до ділянки площею 16,49 га — близько третини площі заповідника і половини площі, обнесеної валом. Весь вал городища було винесено за межі пам'ятки, а під охороною залишилася тільки центральна та західна частина плато. Документ був підписаний 29 листопада 2007 директором НДІ пам'яткоохоронних досліджень О. М. Сердюк та головою Державної служби з питань національної культурної спадщини М. М. Кучеруком. Нові межі були погоджені з директором Київського обласного центру охорони та наукових досліджень пам'яток культурної спадщини Т. М. Моргун та президентом Національної академії наук України Б. Є. Патоном. 2009 року ця ділянка була передана державним актом у постійне користування державному комунальному підприємству «Хотів» для обслуговування території пам'ятки археології. Ці ж межі пам'ятки з невеликими змінами ввійшли в генеральний план Хотова.
2008 року Хотівська сільська рада безкоштовно передала частину виведених з-під охорони земель 5 житловим кооперативам. Вони отримали північно-східну частину городища (в тому числі весь східний вал з ескарпом) та прилеглий схил загальною площею близько 13 га. Після кількох років подрібнення та перепродажу ділянок вони стали власністю бізнесмена Віктора Поліщука, його дружини Лілії Різвої (керівника київського ТРЦ «Гуллівер») та аграрного підприємця Юрія Косюка. Ділянки городища, які дісталися першим двом власникам, станом на 2017 рік не пошкоджені, а на ділянці Косюка почалося активне будівництво. За версією самого Косюка, «те, що будується, будується в прірві, і воно до городища ніякого відношення не має».
Зачистка будмайданчика на півночі городища та прокладання туди дороги почалися в вересні 2009 року. Інформаційний щит на будмайданчику повідомляв про спорудження «вхідної групи» в парк «Феофанія». Прокуратура Київської області, зробивши перевірку, оголосила, що будівництво є незаконним, але відбувається за межами пам'ятки археології, а матеріали перевірки передані в міліцію для пошуку та притягнення до відповідальності винних. Державна служба з питань національної культурної спадщини на запит археологів відповіла, що направила в низку інстанцій лист про необхідність дотримання законодавчих норм. У Головному управлінні охорони культурної спадщини КМДА повідомили, що городище перебуває поза їхньою компетенцією.

На півночі городища, 2016 р.

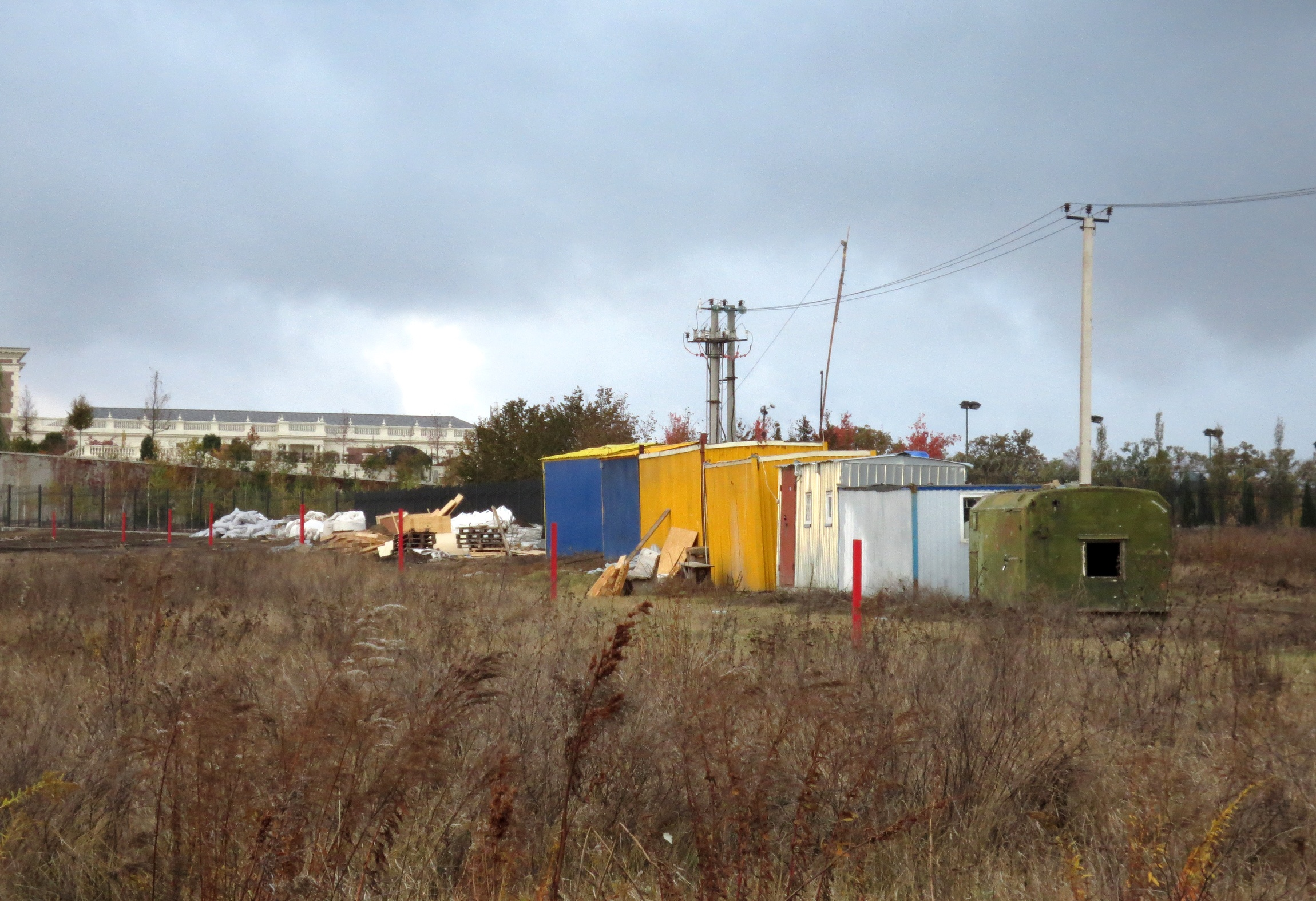
На сході городища (2016). Червоними стовпчиками позначена нова межа пам'ятки археології, що відтинає східну, південну і вже знищену північну частини городища.

До 2013 року біля дороги з'явилася напівкругла двоповерхова будівля довжиною 75 м, а за нею — двоповерховий палац розміром 75×45 м. Північна частина городища та її східний схил були вкриті терасами з парками та газонами і обнесені металевим парканом з колючим дротом. Загальна площа цієї території з прилеглою дорогою — близько 9 га. В її межах опинилися місця всіх зроблених на той час розкопок, окрім шурфів (див. карту), як і деякі нерозкопані об'єкти. Ця частина городища була однією з найбагатших залишками давніх споруд і мала найвищу ділянку оборонного валу. Всі тамтешні укріплення, крім крайнього північного фрагмента, були знищені.
Зміни відбувалися і в інших частинах городища. Вже станом на 2013 рік його територія в публічній кадастровій карті України була поділена на 20 ділянок площею від 0,1 до 16,5 га. Дві ділянки загальною площею 1 га на сході плато були позначені як землі житлової та громадської забудови, а решта — як землі сільськогосподарського призначення. До 2015 року землею для громадської забудови став уже весь північно-східний край плато, а ділянка на 16,49 га, за якою зберігся статус пам'ятки, була позначена як земля історико-культурного призначення. До 2017 року з'явилося майже 30 приватизованих та орендованих ділянок на західному схилі плато та під ним, а також у південно-східній частині городища.
Між 2010 та 2012 роками через південну частину городища було прокладено дорогу довжиною близько 800 м. В генеральному плані Хотова вона позначена як вулиця Паркова, а її південний бік намічений для забудови. Було засипано кілька заліснених зон ерозії на півдні плато та яр на його східному виступі. Цей яр, на думку керівника перших розкопок городища Є. Ф. Покровської, міг бути давнім в'їздом.

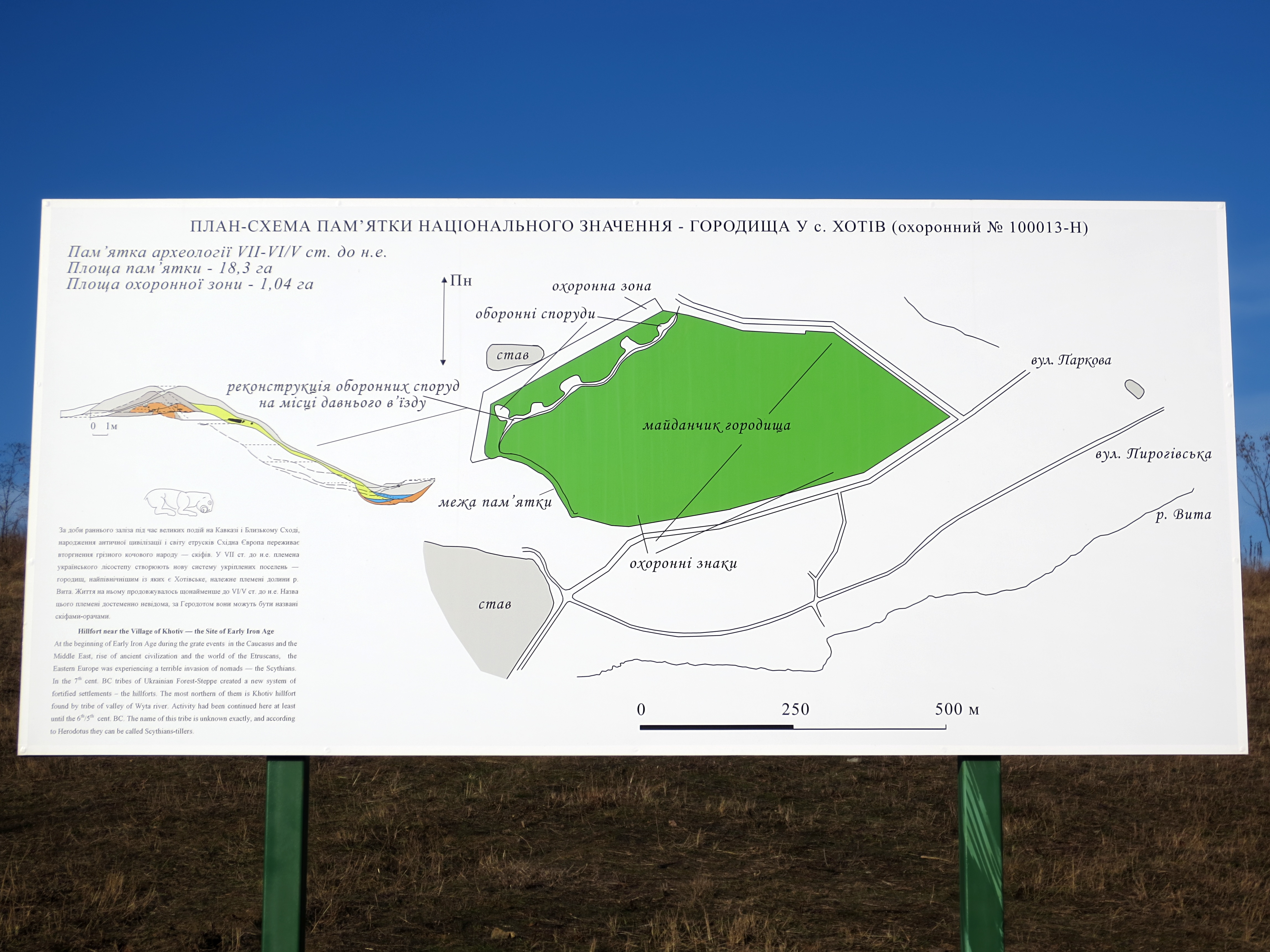
Інформаційний щит, встановлений на городищі 2016 року.

2013 року Науково-дослідний інститут пам'яткоохоронних досліджень склав нову документацію на городище (затверджена наказом Міністерства культури № 1094 від 5 листопада 2013). В ній фігурує заповідник «Хотівське городище скіфських часів», який займає ту саму ділянку, що пам'ятка археології на плані 2007 року (близько 16 га). При цьому показані й межі пам'ятки археології, що тепер зайняла приблизно вдвічі більшу площу — майже все плато та невелику частину схилів. Вона оточена охоронною зоною шириною 100—500 м. Палац Косюка на плані позначений як «дисонуюча забудова».
2016 року в Інституті археології НАНУ була підготовлена ще одна документація на пам'ятку, де вона разом з охоронною зоною займає близько 20 га. До пам'ятки в межах 2007 р. додали північно-західний схил пагорба з його укріпленнями та частину засипаної зони ерозії на півдні плато. 23 травня 2016 пропозицію було схвалено на засіданні Консультативної ради з питань охорони культурної спадщини управління культури, національностей та релігій КОДА. 30 червня 2016 нові межі пам'ятки схвалила Хотівська сільська рада, а восени того ж року вони були позначені на місцевості червоними стовпчиками. На городищі встановили охоронні таблички та інформаційний щит. На ньому площа пам'ятки археології вказана як 18,3 га, а її охоронної зони (смуги шириною близько 25 м уздовж західного краю) — 1,04 га. У протоколі кваліфікаційної ради зазначено позицію усіх пам'яткоохоронців і науковців стосовно пам'"ятки археології - городища у с.Хотів Залишок городища планується музеєфікувати.
Із результатами досліджень можна ознайомитись на виставці "Хотівське городище: влаштування й інфраструктура", що проходить у Археологічному музеї ІА НАНУ (автор - Е.А. Кравченко) і у колективній монографії 

## Галерея

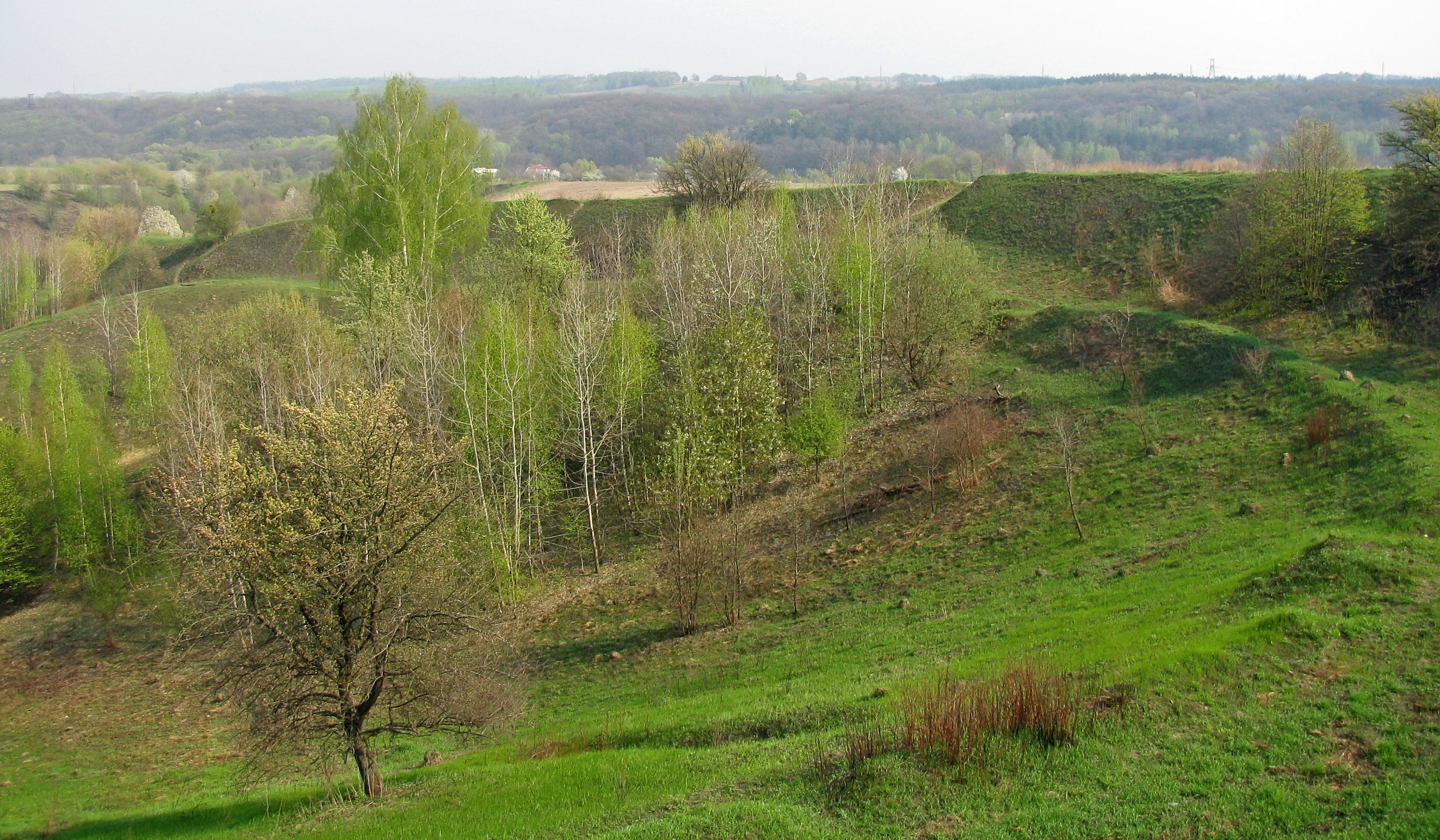
Північна частина східного краю городища, фото 2009 р. Видно вал, а під ним (праворуч) — зовнішній край рову. Ця ділянка укріплень повністю знищена будівництвом палацу.
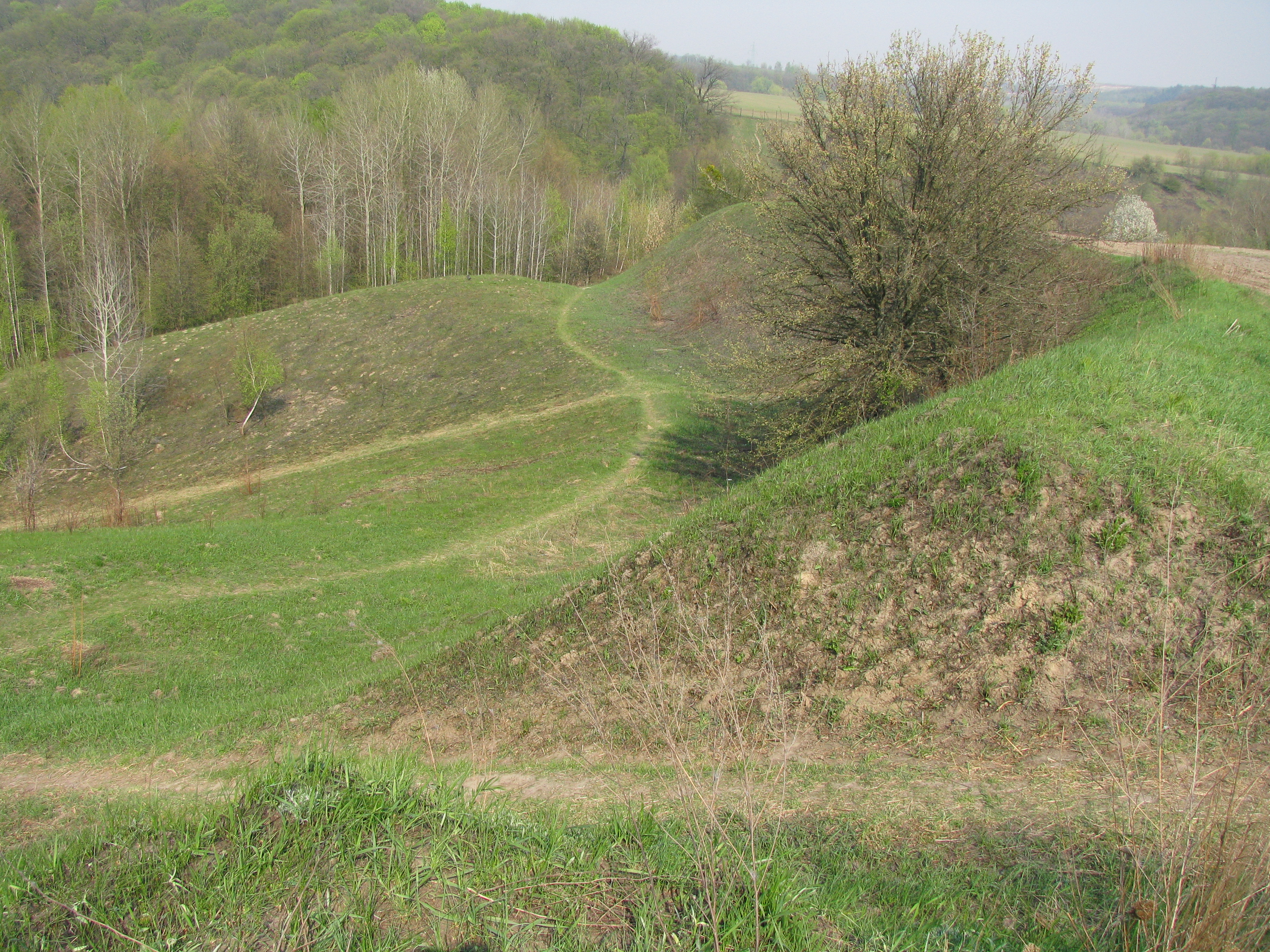
Ділянка, що в центрі попередньої світлини, зблизька (фото 2009 р). Видно вал та рештки рову, що заплив землею (по зовнішньому краю рову йде стежка).
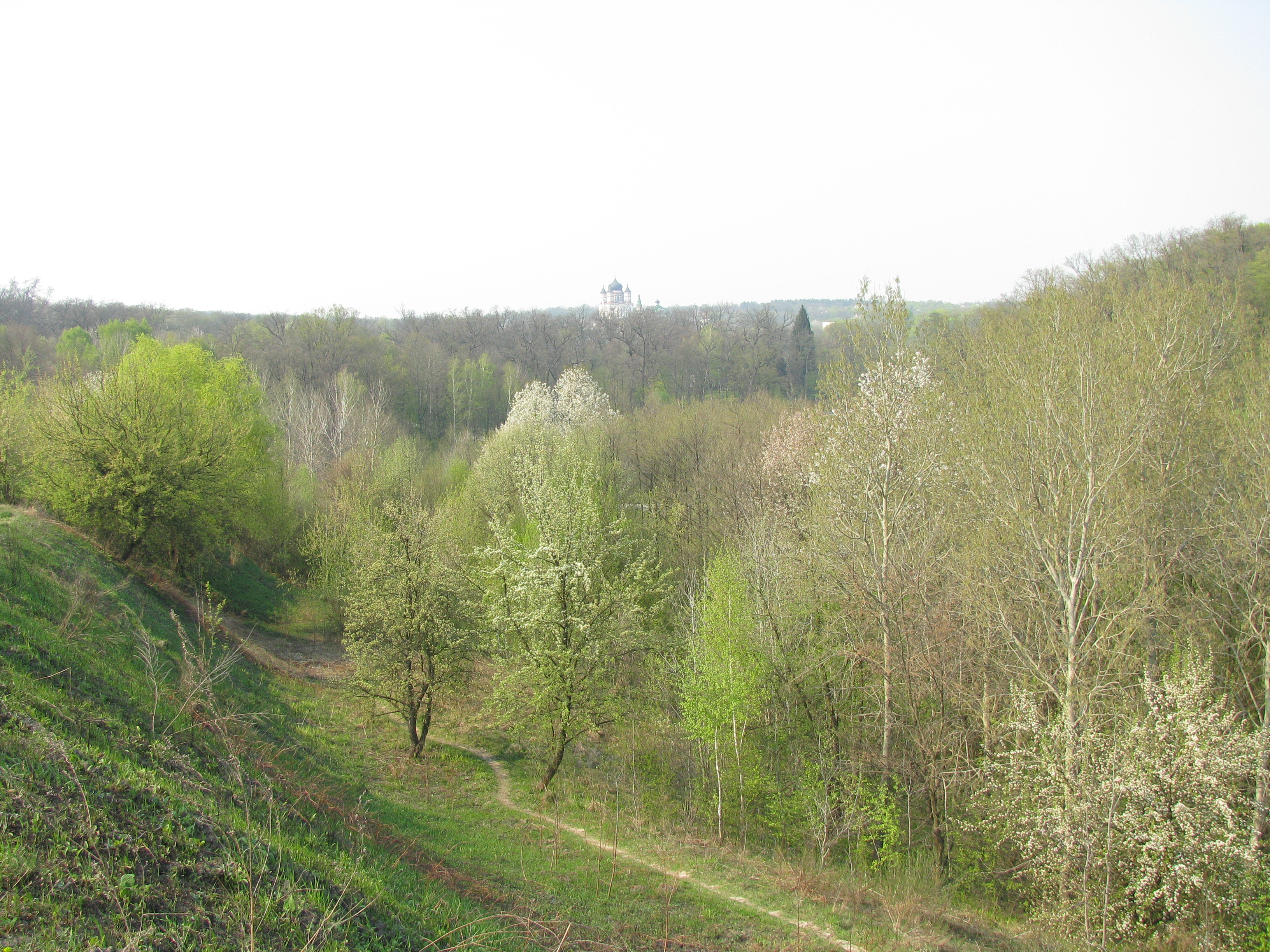
Південна частина східного краю городища (2009): схил валу, берма зі стежкою та заросла лісом долина Стратівки. Ця ділянка станом на 2017 рік збереглася.
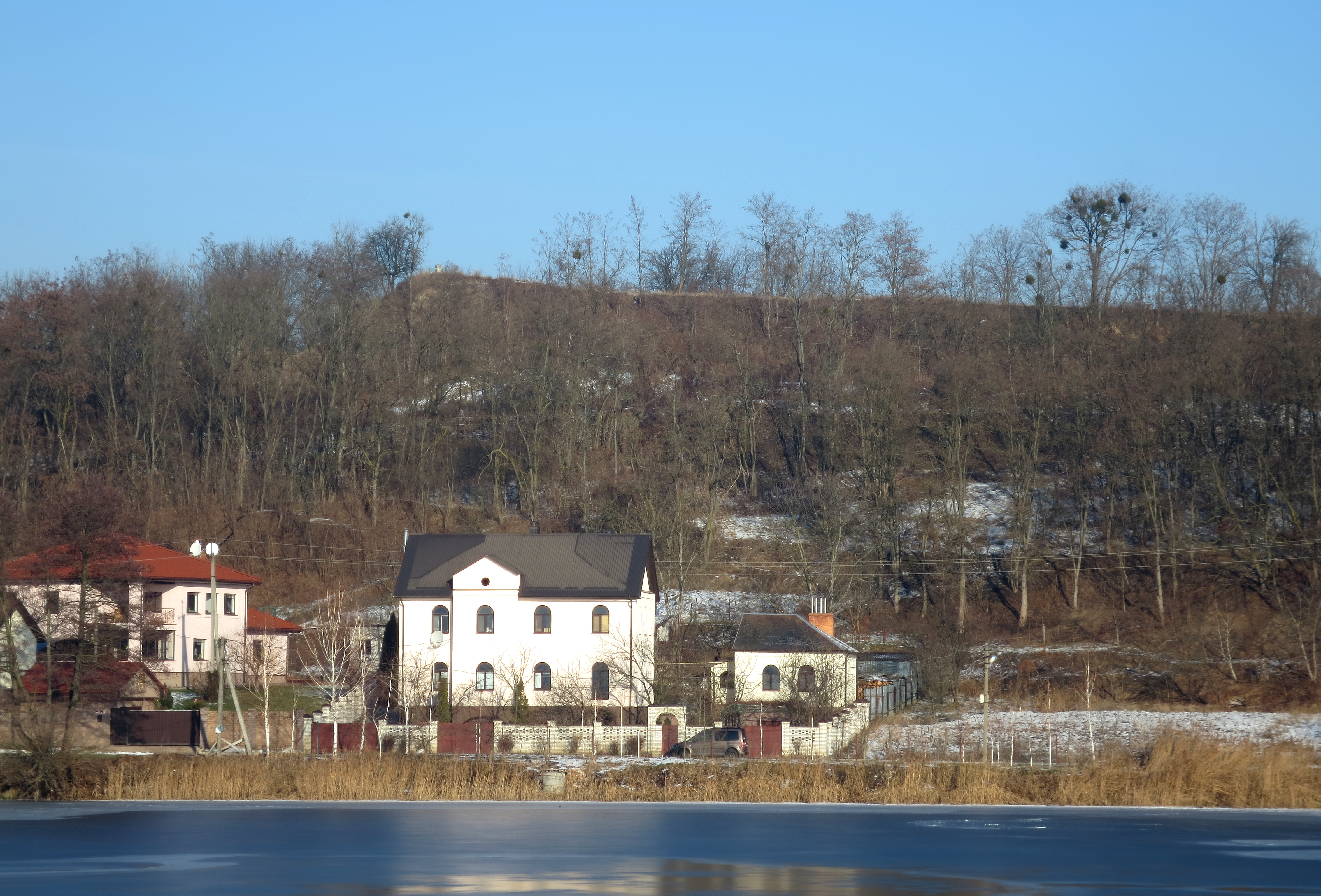
Висока західна частина городища (2016).
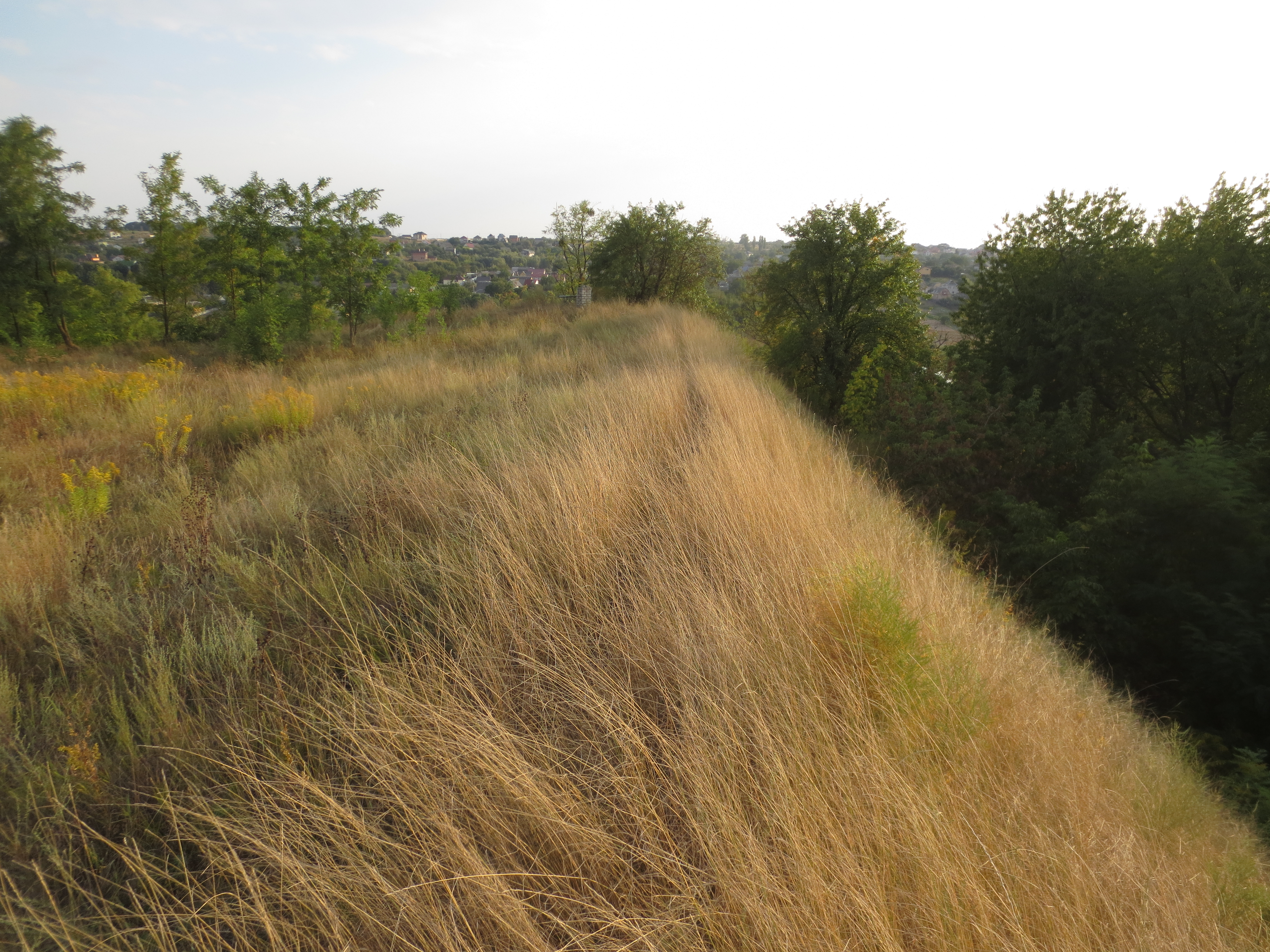
Ескарпований схил та залишок валу на заході городища (2016).
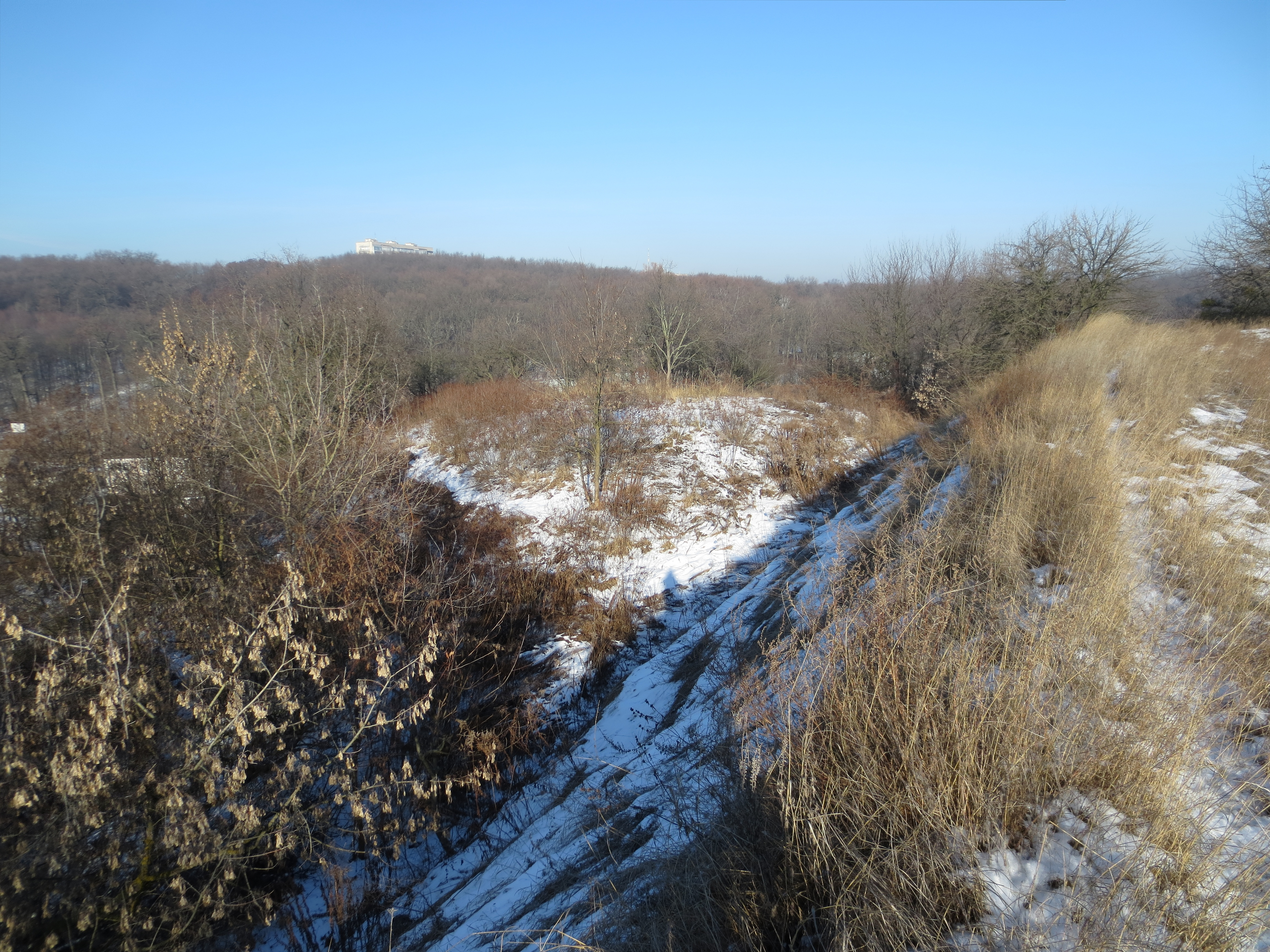
Ескарп та прилеглий пагорб на заході городища (2016).

Панорама з північної частини західного краю городища, 360°.

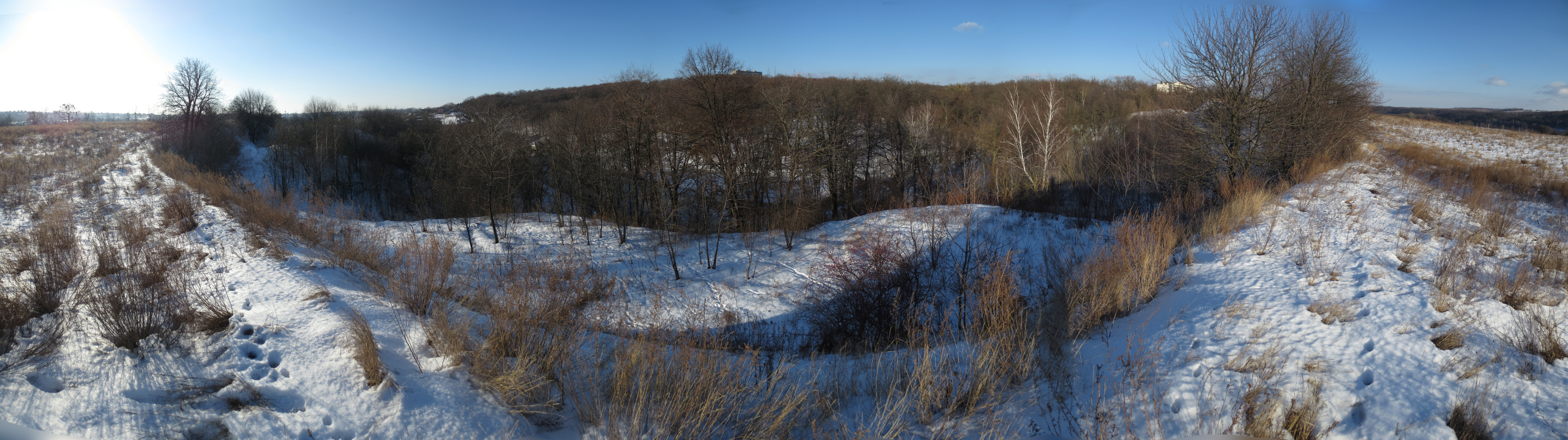
Панорама з середини західного краю городища.

Панорама з крайньої західної точки городища.

## ЗМІ про проблеми городища
- Ященко А. Загадка Хотівського городища: хто руйнує пам'ятку й навіщо? — УНІАН, 28 жовтня 2009 р. [Архівовано 14 листопада 2016 у Wayback Machine.]
- Як олігархи дерибанили територію Хотівського городища під забудову. [Архівовано 10 квітня 2017 у Wayback Machine.] Інтерв'ю Гліба Івакіна, зам. директора Інституту археології НАНУ. «Слідство. Інфо», Громадське Телебачення, 7 липня 2015.
- «Будинок на кістках». Розслідування М. Опанасенка для проекту «Слідство. Інфо». 26 червня 2015 р.
- «На курячих ніжках». Розслідування М. Опанасенка для проекту «Слідство. Інфо». 15 березня 2017 р.
- Розслідування «Наші гроші» щодо захоплення північно-західної ділянки у приватну власність. 5 травня 2016 р.
- Відеозйомка палацу на городищі з дрона в 2016 році [Архівовано 4 січня 2017 у Wayback Machine.] та в 2017 році [Архівовано 2 квітня 2017 у Wayback Machine.].
- "Від розкопу до музею" - інтерв"ю Е.А.Кравченко на радіо "Голос Києва" http://www.iananu.org.ua/novini/zmi/324-interv-yu-vid-rozkopu-do-muzeyu-rekonstruktsiya-minuvshini-v-khotovi [Архівовано 3 серпня 2017 у Wayback Machine.]
- "Малоизвестные археологические памятники Киевской области"  - Е.А.Кравченко у програмі "Елементарно" [Архівовано 3 серпня 2017 у Wayback Machine.]